# Oracle Team USA 17
Oracle Team USA 17 es el yate de la clase AC72 que ganó la Copa América de 2013.
El barco navegó bajo pabellón estadounidense y la grímpola del Club de Yates Golden Gate. Pertenece al equipo Oracle Team USA.
Fue donado al Mariners' Museum ubicado en Newport News (Virginia), donde se encuentra expuesto desde 2017.